# Eburiola geminata
Eburiola geminata är en skalbaggsart som först beskrevs av Fabricius 1787.  Eburiola geminata ingår i släktet Eburiola och familjen långhorningar. Inga underarter finns listade i Catalogue of Life.